# Sweet 75
Sweet 75 – amerykański zespół rockowy założony w 1995 roku przez Krista Novoselica i wenezuelską piosenkarkę i gitarzystkę Yvę Las Vegas. Na początku perkusistą został Bill Rieflin, po pewnym czasie został on zastąpiony przez Adama Wadea. Dotychczas wydali oni w 1997 roku jedną płytę pod tytułem Sweet 75.

## Członkowie
- Krist Novoselic: Gitara
- Yva Las Vegas: Gitara Basowa, śpiew
- Adam Wade: Perkusja
- Bill Rieflin: Perkusja

## Dyskografia
W 1997 roku wydano płytę Sweet 75 z niej pochodzą następujące utwory:
1. Fetch
2. Lay Me Down
3. Bite My Hand
4. Red Dress
5. La Vida
6. Six Years
7. Take Another Stab
8. Poor Kitty
9. Ode To Dolly
10. Dogs
11. Cantos De Pilon
12. Nothing
13. Japan Trees
14. Oral Health

## Single
- Lay Me Down

1. Lay Me Down
2. La Vida
3. Soap Zone